# Микитинецька сільська рада (Івано-Франківськ)
Микитинецька сільська́ ра́да — колишній орган місцевого самоврядування у складі Івано-Франківської міської ради Івано-Франківської області. Адміністративний центр — село Микитинці.

## Історія
Утворена 5 грудня 1990 року.

## Загальні відомості
- Територія ради: 1,268 км²
- Населення ради: 3 268 осіб (станом на 2001 рік)
- Територією ради протікає річка Бистриця Надвірнянська.

## Населені пункти
Сільській раді підпорядковані населені пункти:
- с. Микитинці

## Склад ради
Рада складалася з 20 депутатів та голови.
- Голова ради: Сіщук Михайло Петрович
- Секретар ради: Марків Галина Володимирівна

### Керівний склад попередніх скликань
| ПІБ                    | Основні відомості                                                                | Дата обрання | Дата звільнення |
| ---------------------- | -------------------------------------------------------------------------------- | ------------ | --------------- |
| Сіщук Михайло Петрович | Сільський голова, 1952 року народження, освіта вища, член Народного Руху України | 26.03.2006   | 31.10.2010      |
| Сіщук Михайло Петрович | Сільський голова, 1952 року народження, освіта вища, безпартійний                | 31.10.2010   |                 |

Примітка: таблиця складена за даними джерела

### Депутати
За результатами місцевих виборів 2010 року депутатами ради стали:

#### За суб'єктами висування
| Суб'єкт висування                                       | Кількість обраних депутатів | %  |
| ------------------------------------------------------- | --------------------------- | -- |
| Самовисування                                           | 19                          | 95 |
| Політична партія Всеукраїнське об'єднання «Батьківщина» | 1                           | 5  |

#### За округами
| № округу                                                | Прізвище, ім'я, по батькові     | Дата визнання обраним | Освіта         | Партійна приналежність                        | Відомості про обраного депутата                                   |
| ------------------------------------------------------- | ------------------------------- | --------------------- | -------------- | --------------------------------------------- | ----------------------------------------------------------------- |
| Політична партія Всеукраїнське об'єднання «Батьківщина» |                                 |                       |                |                                               |                                                                   |
| 20                                                      | Щербанюк Богдан Васильович      | 05.11.2010            | Освіта вища    | член Всеукраїнського об'єднання «Батьківщина» | ГПОП № 16 с. Микитинці, начальник                                 |
| Самовисування                                           |                                 |                       |                |                                               |                                                                   |
| 1                                                       | Гамерник Іван Васильович        | 05.11.2010            | Освіта вища    | позапартійний                                 | ТзОВ «Білогама-ІФ», директор                                      |
| 2                                                       | Сав'юк Михайло Іванович         | 05.11.2010            | Освіта вища    | позапартійний                                 | пенсіонер                                                         |
| 3                                                       | Василюк Михайло Петрович        | 05.11.2010            | Освіта вища    | позапартійний                                 | ВАТАТП-0927, голова правління                                     |
| 4                                                       | Кульчак Богдан Васильович       | 05.11.2010            | Освіта середня | позапартійний                                 | пенсіонер                                                         |
| 5                                                       | Гнатишин Василь Петрович        | 05.11.2010            | Освіта вища    | позапартійний                                 | приватний підприємець                                             |
| 6                                                       | Гунчак Зіновій Михайлович       | 05.11.2010            | Освіта середня | позапартійний                                 | ДП «Івано-Франківський комбінат хлібопродуктів», слюсар-ремонтник |
| 7                                                       | Шкорута Іван Васильович         | 05.11.2010            | Освіта вища    | позапартійний                                 | ТзОВ «Інвестбудсервіс», керівник                                  |
| 8                                                       | Литвинюк Марія Григорівна       | 05.11.2010            | Освіта вища    | позапартійна                                  | ЦПТО № 1, викладач-методист                                       |
| 9                                                       | Петрів Іван Степанович          | 05.11.2010            | Освіта вища    | позапартійний                                 | ІФУП ім. короля Данила Галицького, проректор                      |
| 10                                                      | Ужела Андрій Іванович           | 05.11.2010            | Освіта вища    | позапартійний                                 | УМВС, начальник відділення слідчого управління                    |
| 11                                                      | Івасів Василь Васильович        | 05.11.2010            | Освіта вища    | позапартійний                                 | приватний підприємець                                             |
| 12                                                      | Назарчук Іван Іванович          | 05.11.2010            | Освіта середня | позапартійний                                 | ДМП «Теплокомуненерго», бригадир                                  |
| 13                                                      | Ковалишин Наталія Володимирівна | 05.11.2010            | Освіта вища    | позапартійна                                  | пенсіонер                                                         |
| 14                                                      | Гринів Іван Юрійович            | 05.11.2010            | Освіта вища    | позапартійний                                 | ІФУП ім. короля Данила Галицького, проректор                      |
| 15                                                      | Марків Галина Володимирівна     | 05.11.2010            | Освіта вища    | позапартійна                                  | Микитинецька Сільська рада, секретар                              |
| 16                                                      | Кропельницький Ігор Олексійович | 05.11.2010            | Освіта середня | позапартійний                                 | ТзОВ «ВІН-Укрсервіс», заступник директора                         |
| 17                                                      | Шкорута Наталія Дмитрівна       | 05.11.2010            | Освіта середня | позапартійна                                  | ВАТ «Укртелеком», електромеханік                                  |
| 18                                                      | Криховецький Борис Михайлович   | 05.11.2010            | Освіта середня | позапартійний                                 | КП «Харчопромсервіс», начальник відділу постачання                |
| 19                                                      | Осудар Світлана Ярославівна     | 05.11.2010            | Освіта вища    | позапартійна                                  | Міський виконком, вчитель-логопед                                 |